# Ultramontanismus

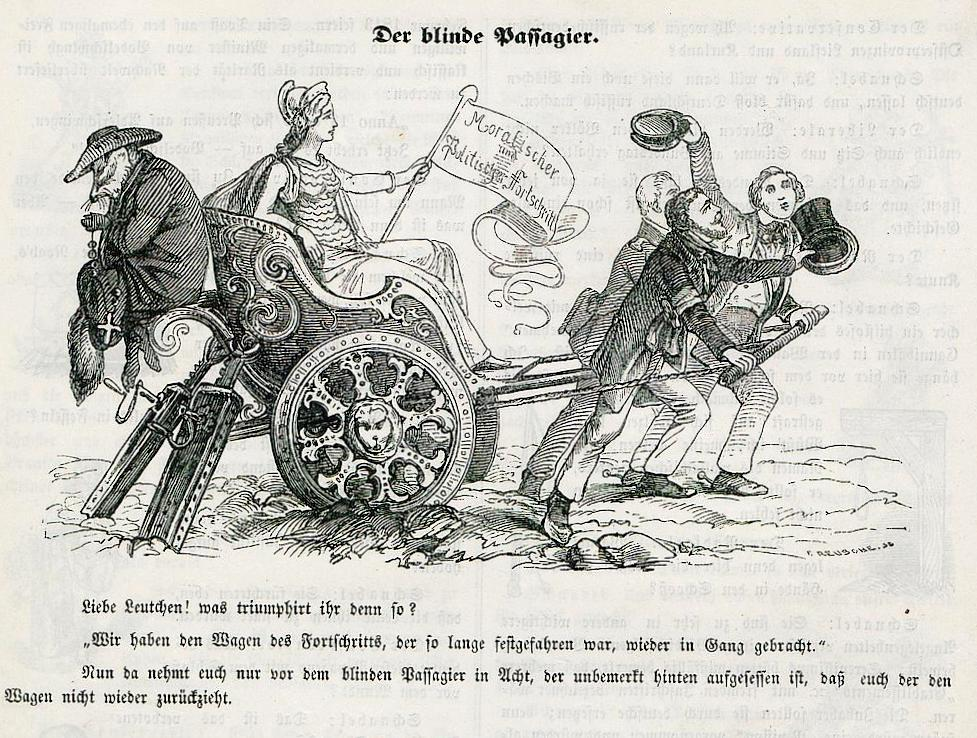
Antikatholische Karikatur in der Münchner Satirezeitschrift Leuchtkugeln, 1848. Der katholische Geistliche als Fuchs, der als blinder Passagier auf dem Wagen des Fortschritts mitreist, um später den Lauf der Geschichte umzudrehen.

Ultramontanismus (in einigen Werken des 19. Jahrhunderts auch Transmontanismus; von ultramontan bzw. transmontan „jenseits der Berge [sc. Alpen]“) bezeichnet den romtreuen politischen Katholizismus des 19. und frühen 20. Jahrhunderts.

## Definition und Wesen
Der Ultramontanismus war eine politische Haltung des Katholizismus insbesondere in den deutschsprachigen Ländern, aber auch in den Niederlanden, die sich auf Weisungen von der päpstlichen Kurie, also aus dem von dort aus gesehen „jenseits der Berge“ (lateinisch ultra montes – gemeint sind die Alpen) liegenden Vatikan, stützte. Auch in Frankreich und Belgien wurde der Ausdruck verwendet; hier stand er in allgemeinerer Form für eine Frontstellung gegen den in Kirche und Religion aufkommenden Liberalismus und in den politischen Auseinandersetzungen innerhalb des französischen Katholizismus im 19. Jahrhundert als Gegenmodell zum Gallikanismus.
Diese Haltung ging einher mit dem Antimodernismus, einer Strömung innerhalb der gesamten katholischen Kirche in der zweiten Hälfte des 19. Jahrhunderts bis zum Beginn des 20. Jahrhunderts, die sich – ausgehend von Dekreten Papst Pius’ IX. – gegen gesellschaftliche und politische Reformen zur Durchsetzung von Menschenrechten und Demokratie wandte. Ein Höhepunkt antimodernistischer Tendenzen in der katholischen Kirche war 1910 die Verpflichtung aller Priester auf das Ablegen des sogenannten Antimodernisteneids: Ab dem 1. September 1910 waren sie ausdrücklich verpflichtet, die im Syllabus errorum (Liste der Irrtümer) genannten „Irrtümer“ abzulehnen.

## Begriffsbildung
Der Ausdruck stammt aus dem Lateinischen und bezieht sich zunächst auf die aus italienischer Sicht jenseits der Alpen befindlichen Gebiete, also vor allem Deutschland. Erst danach wurde der Ausdruck seitens deutscher Liberaler und Nationalisten verwendet „zur Bezeichnung einer Richtung unter den Katholiken, die vermeintlich die Interessen des römischen Stuhls und der Kirche einseitig auf Kosten staatlicher Interessen fördert“. Von der so bezeichneten Gruppe werden die päpstliche „unumschränkte monarchistische Gewalt über die Kirche und auf das Recht der Einmischung auch in die inneren Angelegenheiten der Staaten verteidigt …“. 1840 brachte Heinrich Heine die in dem Ausdruck enthaltene Kritik polemisch auf den Punkt: „Pfaffen haben kein Vaterland, sie haben nur einen Vater, einen Papa, in Rom.“
Die Auffassung, Katholiken müssten in Konfliktfällen „papsttreu“ sein, setzte sich im frühen 19. Jahrhundert durch, vor allem im Verlauf des Kölner Kirchenstreits, nachdem die deutsche Reichskirche in den Jahrhunderten zuvor oft ihre Eigenständigkeit gegenüber Rom betont hatte. Der Ultramontanismus war zu jener Zeit die herrschende Strömung im Katholizismus. Als Schlagwort wurde „ultramontan“ in der zweiten Hälfte des 19. Jahrhunderts im Kulturkampf gebraucht.

Die komplette Titelseite der Lokalausgabe der Kölnischen Zeitung vom 8. November 1881 besteht aus Wahlaufrufen gegen die Ultramontanen.

Für die liberalen Wähler der „III. Classe“ in Köln etwa war die Ultramontane Partei bei den Stadtverordnetenwahlen noch in der zweiten Hälfte des 19. Jahrhunderts das zentrale Problem; 1879 hatten sie die Papsttreuen besiegt, aber als die Wahl 1881 anstand, flammte ein Zeitungskrieg auf, an dem sich die Nähe der Ultramontanen zum kölnischen Klerus und zum Antisemitismus zeigte. Die Liberalen riefen am 8. November 1881 über die ganze Breite der Titelseite der lokalen Ausgabe der Kölnischen Zeitung (Kölner Stadt-Anzeiger) zu Geschlossenheit gegen die Ultramontanen auf; die hätten nämlich bei einer anderen Wahl

„in dicken Lettern an den Erzbischof Melchers in der Volkszeitung geschrieben: Köln ist für Rom wieder erobert! Das ist deutlich genug. Recht deutlich drückt sich wieder das ultramontane Schmutzblatt, der Rheinische Merkur, aus. Da soll nun dem liberalen Gemeinderat endlich der Garaus gemacht werden und der Einfluß und die Überhebung des Judenthums gebrochen werden. Nur ultramontane Stadtverordnete! Das ist die Parole leider geworden.“

Ein Vordenker des Ultramontanismus war Joseph de Maistre (1753–1821).
Vom Vatikan aus knüpfte Umberto Benigni (1862–1934) in ganz Westeuropa ein konspiratives Netzwerk aus Priestern und Laien, die ihn über modernismusverdächtige Theologen, katholische Literaten und Kulturschaffende informierten. Dieser Geheimbund und Nachrichtendienst hieß „Sodalitium Pianum“, war in Frankreich als „La Sapinière“ bekannt und hatte verschiedene Unterverbände sowie eine formelle Satzung. Mit Hilfe dieser Informationen konnte der Vatikan Personalpolitik (Beförderung, Versetzung u. Ä.) betreiben, Druck auf Unliebsame ausüben und anderes.
Seit 1870 vertrat in Deutschland die Zentrumspartei diese politische Richtung. Kurz nach deren Gründung begann auch die Auseinandersetzung zwischen dem protestantisch-preußisch dominierten Deutschen Reich (unter Reichskanzler Otto von Bismarck) und der katholischen Kirche. Nach der Gründung der CDU 1945 als konfessionsübergreifender Volkspartei ist der Ultramontanismus als politische Bewegung verschwunden.